# Irritator
Az Irritator a spinosaurida dinoszauruszok egyik neme, amely a kora kréta korban (az albai korszakban), mintegy 110 millió évvel ezelőtt élt. A becslés szerint a hossza 6–8 méter lehetett. A Brazíliában felfedezett Irritator egy valószínűleg halevő életmódot folytatott theropoda volt, melynek koponyája hátsó részén egy különös alakú fejdísz helyezkedett el. Egyetlen fosszíliáját, egy 80 centiméter hosszú koponyát a Santana-formáció Romualdo-tagozatában találták meg. Ez a koponya nagyon hasonlít a Suchomimuséra és a Spinosauruséra. Jelenleg a nemet gyakran az Irritatorral egy időben és egy helyen élt Angaturama szinonimájának tekintik.

## A név eredete
Az irritator jelentése „idegesítő”. Sok paleontológus szerint az Angaturama és az Irritator egy fajba tartozik. Ez esetben az Irritator név kapna elsőbbséget. David M. Martill és szerzőtársai (1996-ban) azt írták, hogy a nem neve, az Irritator „abból az ingerültségből ered, amit a(z itt leírt) szerzők azért éreztek, mert felfedezték, hogy a koponya mesterségesen lett meghosszabbítva”.
A típusfaj az I. challengeri, melynek neve Challenger professzorra, Arthur Conan Doyle Az elveszett világ című regényének hősére utal.

## Felfedezés

Az Irritator, az Angaturama és az ember méretének összehasonlítása

Az Irritator első tudományos leírását David M. Martill, Arthur R. I. Cruikshank, Eberhard Frey, P.G. Small és Martin Clarke készítette el 1996-ban. Egyetlen 80 centiméter hosszú koponya Kelet-Brazíliában felfedezett fosszíliája alapján vált ismertté, melyet egy fosszíliagyűjtő gipsszel kiegészített, abból a célból, hogy teljesebbnek és ezáltal értékesebbnek tűnjön, majd (a brazil jogrendszer szerint) törvénytelen módon eladott. (Például „a szagitális [sic] taraj hátsó részét a fosszília-kereskedők hozták létre”.) A vásárlók nem vették észre a törvénytelen módon begyűjtött példány módosításait, és – ahogy arra a név is utal –, az eredeti jellegzetességek helyreállítása sok munkát igényelt.
Ez a faj valószínűleg az ugyanebben az időben és ugyanezen a helyen élt, és érdekes módon az Irritator koponyáját látszólag kiegészítő Angaturama limai szinonimája, ami azt jelenti, hogy feltehetően ugyanahhoz a példányhoz tartoznak.

## Leletanyag
Az I. challengeri leletanyaga az A. limait leszámítva a brazil Santana-formáció Romualdo-tagozatából került elő. A holotípus a Stuttgarti Állami Természetrajzi Múzeum (Staatlichen Museums für Naturkunde in Stuttgart) SMNS 58022 katalógusszámú lelete, ami egy hiányos, elveszett pofarészű koponyából áll.

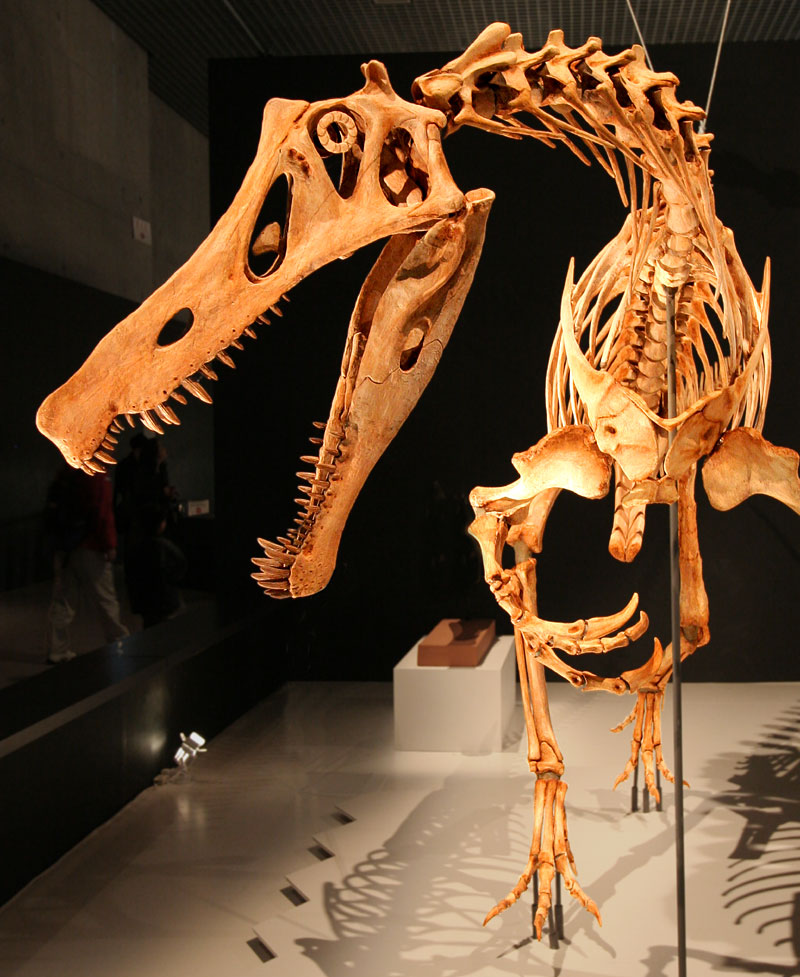
Közelkép a rekonstruált kopponyáról

A feltárt koponya majdnem teljes, és a legteljesebb spinosaurida fejnek számít. Főként a szokatlan hossz és az oldalirányban nagymértékben összenyomott görbe ajaki terület jellemzi. A teljes fej hosszát körülbelül 84 centiméterre becsülték. A fosszíliához egy szagittális taraj tartozott; hasonló tarajt találtak más egyéb dinoszauruszok esetében is. Az egyenes fogak nagyon megnövekedtek, koronájuk pedig kúpos volt, ami folyamatos fogcserére utal, melynek során a régi fogakat az újak felfelé kitolták a régiek közül. A fogak hossza 6 és 40 milliméter között változott.
2004-ben egy gerincoszlop maradványait fedezték fel a Santana-formációban. A szerkezete alapján a Spinosauridae családhoz kapcsolták. Igen valószínű, hogy ezek a fosszíliák az Irritatorhoz tartoztak, mivel ez a formáció egyetlen jól ismert spinosauridája.
Az Irritator challengerivel megegyező helyről és időből származó Angaturama limai leírását Alexander W. Kellner és Diogenes A. Campos készítette el 1996 februárjában egy, a Santana-formációból származó fosszília alapján. A brazil őslakos tupi indiánok védőszelleme, Angaturama és a Kellnert 1991-ben a példányról értesítő őslénykutató, Murilo R. de Lima után nevezték el. A későbbi kutatás feltárta a példány 60%-át, lehetővé téve, hogy a Szövetségi Egyetem tulajdonában levő Rio de Janeiro Nemzeti Múzeumban (Museu Nacional da Universidade Federal do Rio de Janeiro) egy másolatot állítsanak ki.  Az Angaturama a pofa erőteljes oldalirányú összenyomódása és egy vékony (ismeretlen formájú), a premaxilla tetején levő szagittális taraj révén azonosítható. A tápláléka nagy részét feltehetően halak képezték. Bár egy pteroszaurusz fosszíliába ágyazódott Angaturama fog arra utal, hogy más zsákmányra is vadászott. Jelenleg az Angaturamát több forrás is az Irritator szinonimájának tekinti. Egyes tudósok felvetették, hogy a két részleges fosszilizálódott koponya ugyanattól a példánytól származik. Kellner és Campos (2000-ben) valamint Machado és Kellner (2005-ben) azon az állásponton maradtak, hogy a fosszíliák két különböző nemtől származnak, és hogy az Angaturama koponyája egyértelműen magasabb és oldalirányban laposabb, mint az Irritatoré. Ha az Angaturama és az Irritator valóban egyazon nemhez tartoznak, akkor a prioritási szabály értelmében az Irritator challengeri tekintendő érvényes tudományos névnek.
A fosszília csak a fej elülső részéből áll, amely igen keskeny, és egy premaxilláris szagittális tarajjal van ellátva. A premaxillában egy, az Irritatorénak megfelelő, részben koronával együtt kitört fogra bukkantak. A premaxilla összesen hét fogat tartalmazott, melyek közül a harmadik volt a legnagyobb. A jelenleg USP GP/2T-5 katalógusszámot viselő fosszília a São Paulo-i Egyetem (Universidade de São Paulo) gyűjteményében található.

## Rendszertan
Az I. challengeri a Spinosauridae családban levő Spinosaurinae alcsaládba tartozik. Közeli rokonságban áll a Spinosaurusszal és feltehetően a Siamosaurusszal is, bár ez utóbbi nem fosszilis leletanyaga meglehetősen hiányos.
Az Irritatort eredetileg a Tetanurae kládon belüli Maniraptora csoport tagjaként írták le. 2003-ban Oliver Rauhut az Angaturamával, a Baryonyxszal, a Suchomimusszal és a Spinosaurusszal együtt a Baryonychidae családban helyezte el. Thomas R. Holtz, Jr. és szerzőtársai (2004-ben) úgy ítélték meg, hogy a Baryonychidae a Spinosauridae család szinonimája, és az előbbi család nemeit az utóbbiba sorolták át. A legtöbb újabb keletű áttekintés ezeket az osztályozási módokat támogatja.

## Ősbiológia
A Irritator lelőhelyének pontos elhelyezkedése nem ismert; a fosszíliát fosszília-kereskedők törvénytelen módon gyűjtötték be. A koponyát és az azt körülvevő kőzetet a litológiai tulajdonságok alapján a Santana-formáció Romualdo-tagozatának kőzetéhez kapcsolták; ezt az osztályozást a kagylósrákok közé tartozó Pattersoncypris mikrofossziliái igazolták. A helyi fosszília-kereskedőktől való kérdezősködés eredményeként kiderült, hogy a lelőhely a Santana Do Cariri közelében levő Buxexé nevű falutól nem messze, a Chapada do Araripe fennsík egyik oldalán, körülbelül 650 méter magasan található. Mivel a Romualdo-tagozat kőzete valóban fel van tárva az adott helyen, nagyon valószínű, hogy az a fosszília lelőhelye.

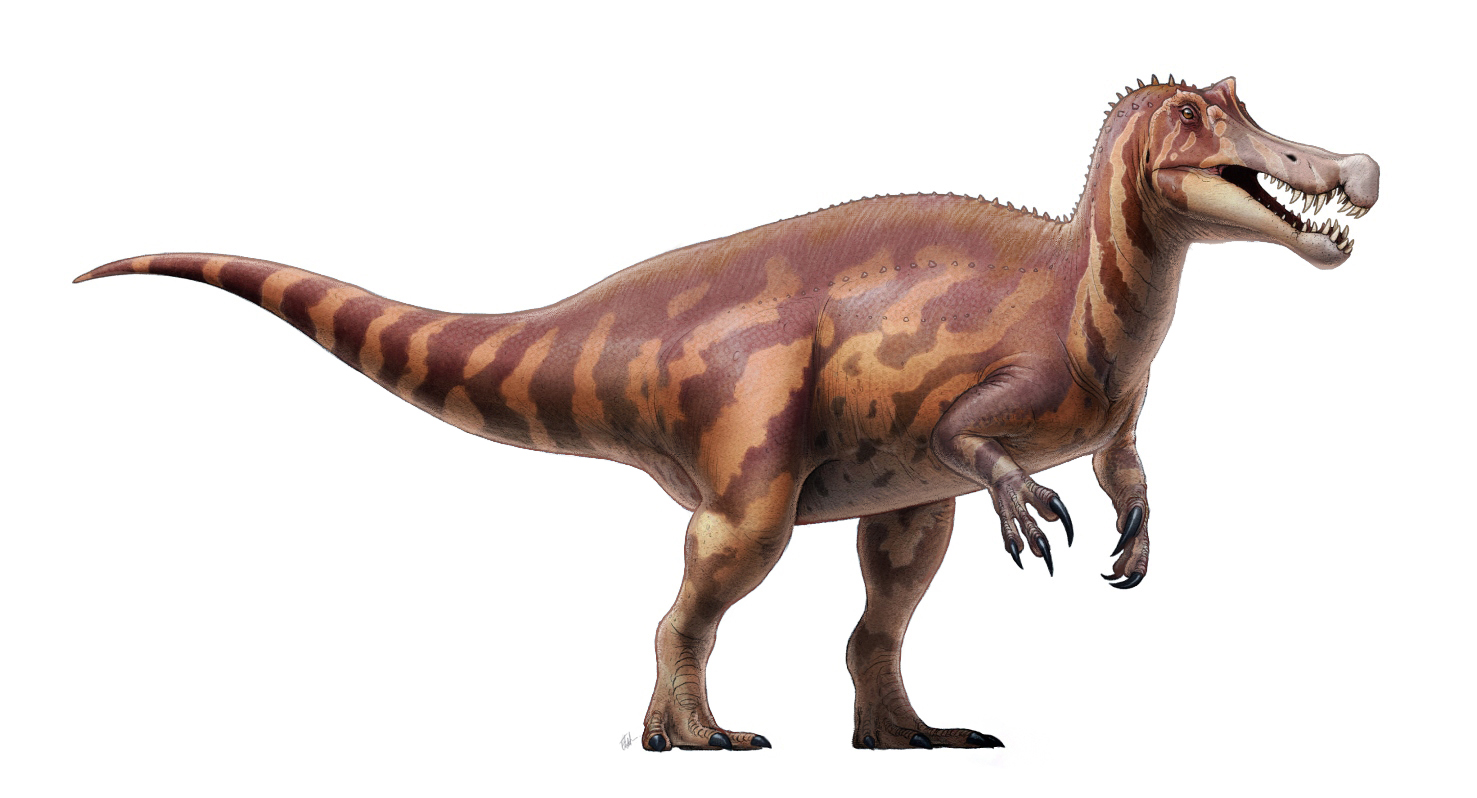
Az Irritator rekonstrukciója

A Santana-formáció Romualdo-tagozatát általában kora kréta korinak, albai korszakbelinek tartják. A rétegek kora körülbelül 110 millió év, abból az időből származnak, amikor Brazília északi részénél Dél-Amerika és Afrika még összekapcsolódtak.
A Santana-formáció horizontja, a két fosszília lelőhelye nagy valószínűséggel egy édes vagy enyhén sós, sekély tó üledéke. A lelőhely vegyes képet nyújt. A fosszilis rovarok ara utalnak, hogy a víz édes volt, a teknősök közé tartozó Santanachelys azonban tengervízhez alkalmazkodott, ami azt jelzi, hogy a víz sós volt. Egy elmélet szerint a terület enyhén sós vizű, a tengerhez kapcsolódó lagúna volt. Az éghajlat trópusi volt, és megfelelt a mai Brazília éghajlatának.
Az Irritator valószínűleg halakon élt, ahogy a pteroszauruszok is, melyek maradványait nagy számban találták meg a Santana-formációban. Az Irritator a ma élő krokodilokhoz hasonlóan nem válogatott, mindent elfogyasztott, amit a halak mellett el tudott ejteni. Egy Irritatorhoz tartozó fog, melyet egy pteroszaurusz fosszilizálódott gerincében találtak meg, azt jelzi, hogy az Irritator pteroszauruszokkal is táplálkozott, bár azt nem tudni, hogy aktívan vadászott ezekre az állatokra vagy csupán dögevőként fogyasztotta a tetemeiket.

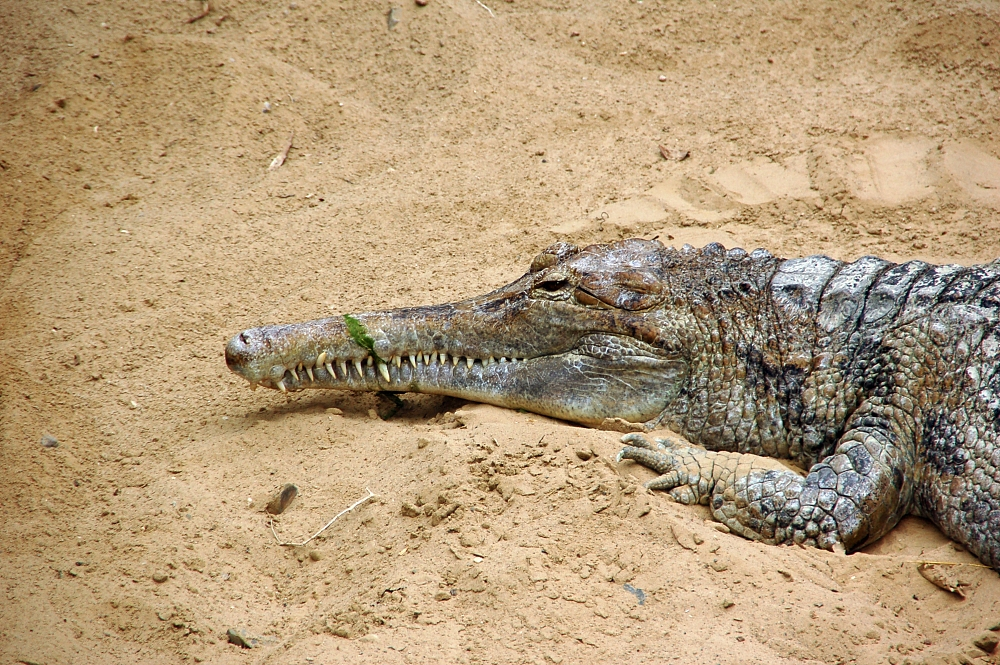
A szunda-krokodil feje hasonlít az Irritatoréra

A spinosauridák állcsontjai nagyon keskenyek voltak és aránylag homogén, hegyes fogakkal voltak ellátva. Ez az elrendezés főként a szunda-krokodilhoz hasonló krokodiloknál található meg. A hosszú, kúpos, recézetlen fogak elsősorban a zsákmány megragadására és megtartására szolgálnak. Eltérnek a húsevők fogaitól, melyek feladata az elért testrészek leszakítása vagy levágásra. Az Irritator és a Suchomimus krokodilokkal való hasonlósága rendszeresen felbukkan a szakirodalomban. A spinosauridák fosszíliáit a múltban krokodilok maradványainak tekintették. Például a Baryonyx Portugáliából származó fosszíliáit eredetileg Suchosaurusként írták le, és csak 2007-ben ismerték fel, hogy spinosauridáktól származnak.
Az Irritator orrlyukai a koponya hátsó része felé tolódtak, a második szájpadja pedig lehetővé tette a légzést még akkor is, amikor az állcsontok nagy része víz alatt volt vagy a zsákmányt tartotta. Az Irritator szagittális taraja részben az erős nyakizmokra utal, melyek szükségesek lehettek az állcsont víz alatti gyors bezárásánál és a fej visszarántásánál. Azonban Hans-Dieter Sues és szerzőtársai (2002-ben) kimutatták, hogy nincs ok annak feltételezésére, hogy a Spinosauridae tagjai teljesen a halevésre specializálódtak. Ehelyett hangsúlyozták, hogy a fej morfológiája általános, részben kisebb állatokkal való táplálkozásra utal. Egy Baryonyx fosszilis csontváza belsejében egy szárazföldi növényevő, egy fiatal Iguanodon maradványait fedezték fel. Darren Naish és szerzőtársai (2004-ben) támogatták azt az elméletet, ami szerint az Irritator általános húsevőként vízi és szárazföldi állatokra egyaránt vadászott a partmenti területeken, emellett pedig valószínűleg a dögöket is felkutatta.

## Fordítás
Ez a szócikk részben vagy egészben az Irritator című angol Wikipédia-szócikk ezen változatának fordításán alapul.  Az eredeti cikk szerkesztőit annak laptörténete sorolja fel. Ez a jelzés csupán a megfogalmazás eredetét és a szerzői jogokat jelzi, nem szolgál a cikkben szereplő információk forrásmegjelöléseként.